# Lữ đoàn 144, Bộ Tổng Tham mưu Quân đội nhân dân Việt Nam
Lữ đoàn 144 trực thuộc Bộ Tổng Tham mưu Quân đội nhân dân Việt Nam là đơn vị có nhiệm vụ bảo vệ Sở chỉ huy Bộ Quốc phòng, bảo vệ các hội nghị, các đoàn khách quốc tế của bộ và một số nhiệm vụ bảo vệ khác

## Lịch sử hình thành
- Ngày 30-10-1951, tại Chiến khu Việt Bắc, Tiểu đoàn 187 - đơn vị tiền thân của Lữ đoàn 144 ngày nay được thành lập.

## Lãnh đạo hiện nay
- Lữ đoàn trưởng: Đại tá Hoàng Ngọc Chiến
- Chính ủy: Đại tá Đinh Trung Kiên
- Phó lữ đoàn trưởng - Tham mưu trưởng: Đại tá Nguyễn Đức Thi
- Phó Chính ủy: Đại tá Vũ Thành Nam
- Phó Lữ đoàn trưởng: Thượng tá Nguyễn Quốc Quýnh

## Tổ chức
- Phòng Tham mưu
- Phòng Chính trị
- Phòng Hậu cần
- Phòng Kỹ thuật
- Ủy ban Kiểm tra Đảng ủy
- Ban Tài chính
- Tiểu đoàn Vệ binh 1
- Tiểu đoàn Đặc nhiệm 2
- Tiểu đoàn Bộ binh cơ giới 3
- Tiểu đoàn Huấn luyện 4
- Đại đội Trinh sát
- Đại đội Thông tin
- Đại đội Kiểm soát quân sự